# Maj Golan
Flora Maj Bedra-Golan (hebrejsky פלורה מאי בדרה-גולן‎; * 3. května 1986 Tel Aviv) je izraelská politička, politická aktivistka a komentátorka. V letech 2013 až 2015 neúspěšně kandidovala za krajně pravicovou stranu Židovská síla. V roce 2015 vstoupila do strany Likud. Ve volbách v roce 2019 byla poprvé zvolena do Knesetu. Následně byla zvolena i ve volbách v letech 2020, 2021 a 2022. Během prvního pololetí roku 2023 vykonávala v šesté vládě Benjamina Netanjahua funkci ministryně bez portfeje pro úřad premiéra, vedla portfolio ženských práv. V lednu 2024 byla jmenována ministryní pro sociální rovnost.
Dříve byla výkonnou ředitelkou nevládní neziskové organizace ha-Ir ha-ivrit (doslova Hebrejské město) a aktivistkou proti nelegální imigraci.

## Raný život
Narodila se v Tel Avivu v rodině Mizrachim jako nemanželské dítě ortodoxní židovské matky, která ve svých třech letech emigrovala z Iráku v rámci operace Ezdráš a Nehemjáš. Vyrůstala poblíž starého telavivského centrálního autobusového nádraží.
Ve svých devíti letech poskytla její matka rozhovor televizi v rámci reportáže o chudobě. Po odvysílání se její matce ozvala Gila Almagor a její charitativní organizace Wish Foundation. Díky této pomoci začala studovat na škole v severní části Tel Avivu, kde byla šikanována kvůli svému původu.

## Politická kariéra

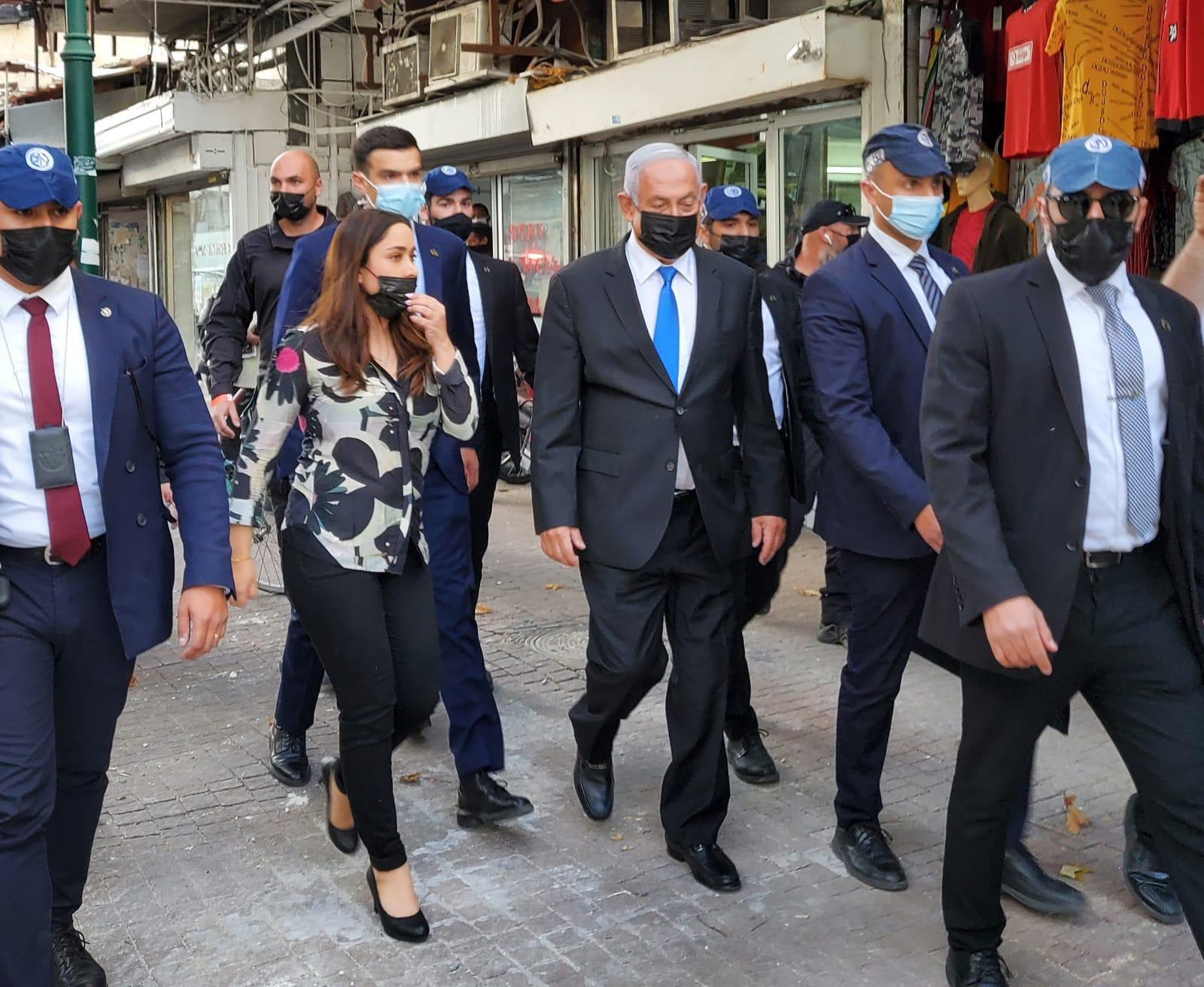
Golan a Benjamin Netanjahu při návštěvě jižní části Tel Avivu (březen 2021)

V roce 2011 se začala politicky angažovat v kampani za zvýšení povědomí o dopadu nelegální imigrace z Afriky na jižní část Tel Avivu. Stala se mediálně velmi známou tváří kampaně proti nelegální imigraci v Tel Avivu.
V roce 2013 založila organizaci ha-Ir ha-ivrit (Hebrejské město), která kandidovala ve volbách do telavivské městské rady, ale z technických důvodů byla diskvalifikována.
V parlamentních volbách v roce 2013 kandidovala na 10. místě kandidátní listiny krajně pravicové strany Ocma jehudit (Židovská síla), strana však nezískala žádný mandát. Ve volbách z roku 2015 byla na 32. místě knadidátní listiny a opět neuspěla.
V roce 2015 vstoupila do Likudu. Ve volbách v dubnu 2019 kandidovala na 33. místě kandidátní listiny strany a po odchodu Pinchase Idana do důchodu postoupila na 32. místo a byla zvolena do Knesetu. Ve volbách v září 2019 kandidovala z 34. místa a do Knesetu se nedostala.
Ve volbách v roce 2020 kandidovala opět na 34. místě a byla zvolena do Knesetu. Ve volbách v roce 2021 se po odchodu čtyř poslanců, kteří přešli do Nové naděje, umístila na 30. místě a byla zvolena do Knesetu.
Ve volbách v roce 2022 se umístila na 32. místě a byla zvolena do Knesetu.
V dubnu 2023 byla nominována na post generálního konzula v New Yorku ve Spojených státech amerických. Po kritice ale byla její nominace stažena.
Na začátku roku 2023 byla v Netanjahuově vládě jmenována ministryní bez portfeje pro úřad premiéra, vedla portfolio ženských práv. Tato pozice byla zrušena v květnu 2023. V lednu 2024 byla jmenována ministryní pro sociální rovnost.
V říjnu 2024, během války Izraele s Hamásem, vystoupila na radikálně nacionalistické osadnické konferenci, na které ve svém proslovu podpořila myšlenku konfiskace palestinské půdy v Pásmu Gazy a vytvoření izraelských osad.
V lednu 2025 izraelská televizní stanice Channel 12 odvysílala reportáž, ve které obvinila ministryni Golan, že zneužívá svou funkci. Byla obviněna například z nepotismu. Ve své kanceláři měla zaměstnat celou řadu rodinných příslušníků a známých. U některých z nich pravidelně probíhaly výplaty, aniž by byly doklady o vykonané práci. Reportáž také poukázala na to, že poté, co se stala v roce 2019 poslankyní, měla dle zákona opustit své funkce v organizaci Hebrejské město. Přesto však pro organizaci vykonávala nadále činnost, což bylo vnímáno jako střet zájmů. Golan obvinění odmítla.

## Mediální kariéra
Často vystupovala na izraelských televizních stanicích v politických debatách. Poskytla také rozhovory například BBC, Reuters, Fox News, I24News a RTVI.
V roce 2014 ji deník Ha'arec vybral jako jednu z 66 žen, které byste měli znát.
V roce 2015 byla izraelským televizním kanálem Aruc ševa vybrána jako „žena roku“ v sociální oblasti.
V červenci 2022 TikTok zablokoval její příspěvek o násilí v jižním Tel Avivu za podněcování k rasismu.

## Osobní život
Několikrát si stěžovala, že byla napadena imigranty. V roce 2012 byla napadena ve čtvrti Neve Ša'anan, když tudy procházela s filmovým štábem, který přijel dokumentovat život ve čtvrti. V roce 2013 byla spolu se svou matkou napadena dvěma eritrejskými imigranty. V roce 2014 byla napadena dvěma eritrejskými ženami. V prosinci 2015 byla napadena poblíž haly, kde se konaly akce.
Je svobodná a žije se svou matkou v Tel Avivu.
V lednu 2025 ji vyslýchala policie ohledně případu dopravní nehody, kterou měla způsobit v roce 2020. Do té doby měla poslaneckou imunitu, takže byl případ odložen.